# Joy Udo-Gabriel
Joy Chinenye Udo-Gabriel (* 2. Juni 1999 in Lagos) ist eine nigerianische Leichtathletin, die sich auf den Sprint spezialisiert hat.

## Sportliche Laufbahn
Erste internationale Erfahrungen sammelte Joy Udo-Gabriel bei den Commonwealth Games 2018 im australischen Gold Coast, bei denen sie im 100-Meter-Lauf mit 11,53 s im Halbfinale ausschied und mit der nigerianischen 4-mal-100-Meter-Staffel in 42,75 s die Bronzemedaille hinter den Teams aus England und Jamaika gewann. Im Sommer siegte sie in 43,77 s mit der Staffel bei den Afrikameisterschaften im heimischen Asaba und gewann in 11,58 s die Bronzemedaille über 100 Meter hinter der Ivorerin Marie-Josée Ta Lou und Janet Amponsah aus Ghana. Bei den IAAF World Relays 2019 in Yokohama schied sie mit der nigerianischen 4-mal-100-Meter-Staffel mit 45,07 s in der Vorrunde aus. Im August belegte sie bei den Afrikaspielen in Rabat in 11,44 s Rang vier und siegte mit der Staffel in 44,16 s. Anschließend schied sie bei den Weltmeisterschaften in Doha mit 43,05 s mit der Staffel im Vorlauf aus. 2022 erreichte sie bei den Weltmeisterschaften in Eugene das Finale und belegte dort mit neuem Afrikarekord von 42,22 s den vierten Platz. Anschließend schied sie bei den Commonwealth Games in Birmingham mit 11,45 s im Halbfinale über 100 Meter aus und verhalf der Staffel zum Finaleinzug und trug damit zum Gewinn der Goldmedaille der nigerianischen Mannschaft bei.
2019 wurde Udo-Gabriel nigerianische Meisterin im 100- und 200-Meter-Lauf.

## Persönliche Bestzeiten
- 100 Meter: 11,34 s (+1,7 m/s), 30. März 2021 in Lagos
- 200 Meter: 23,92 s (−0,5 m/s), 31. März 2021 in Lagos